# MTV Europe Music Award al miglior artista danese
L'MTV Europe Music Award al miglior artista danese (MTV Europe Music Award for Best Danish Act) è uno dei premi degli MTV Europe Music Awards, che viene assegnato dal 2005.
In realtà già dal 1999 il premio esisteva, ma venivano più genericamente premiati nella categoria MTV EMA al miglior artista nordico.

## Albo d'oro

### Anni 2000
| Anno | Vincitore  | Nominati                                               |
| ---- | ---------- | ------------------------------------------------------ |
| 2005 | Mew        | - Carpark North - Nephew - Nik & Jay - The Raveonettes |
| 2006 | Outlandish | - Kashmir - L.O.C. - Nik & Jay - Spleen United         |
| 2007 | Nephew     | - Dúné - Suspekt - Trentemøller - Volbeat              |
| 2008 | Suspekt    | - Alphabeat - Infernal - L.O.C. - Volbeat              |
| 2009 | Medina     | - Dúné - Jooks - L.O.C. - Outlandish                   |

### Anni 2010
| Anno | Vincitore        | Nominati                                              |
| ---- | ---------------- | ----------------------------------------------------- |
| 2010 | Rasmus Seebach   | - Alphabeat - Burhan G - Medina - Turboweekend        |
| 2011 | Medina           | - L.O.C. - Nik & Jay - Rasmus Seebach - Rune RK       |
| 2012 | Medina           | - Aura Dione - L.O.C. - Nik & Jay - Rasmus Seebach    |
| 2013 | Jimilian         | - Medina - Nik & Jay - Panamah - Shaka Loveless       |
| 2014 | Christopher      | - Medina - L.I.G.A - Burhan G - Sivas                 |
| 2015 | Lukas Graham     | - Christopher - Ankerstjerne - Djämes Braun - TopGunn |
| 2016 | Benjamin Lasnier | - Christopher - Gilli - Lukas Graham - MØ             |
| 2017 | Christopher      | - Kesi - Lukas Graham - Martin Jensen - MØ            |
| 2018 | Scarlet Pleasure | - Soleima - Skinz - Bro - Sivas                       |